# Thomas Delor
Thomas Delor, né le 5 juillet 1987 à Nice, est un batteur et compositeur de jazz français.

## Biographie
Musicien autodidacte né en 1987 à Nice, Thomas Delor débute la batterie dès 8 ans mais poursuit dans un premier temps des études scientifiques et devient enseignant de mathématiques à l’âge de 22 ans. En 2011, un an après son arrivée à Paris, il décide de mettre fin à sa carrière de professeur pour ainsi devenir musicien de jazz professionnel.
Il se produit depuis dans les clubs, théâtres et festivals de jazz internationaux (Japon,, Russie, New York, Maroc, Allemagne, Belgique, Italie, Pays-Bas, Roumanie…) avec différents musiciens tels que les guitaristes Philippe Petit, Philip Catherine, les contrebassistes Ugonna Okegwo (en), Miroslav Vitous, Christophe Wallemme, les pianistes Eric Lewis (en), Philippe Baden Powell, Matthieu Roffé, Noah Haidu (en), les saxophonistes Baptiste Herbin, Irving Acao…
Depuis le début de sa carrière, il a reçu plusieurs récompenses,,, notamment aux côtés du Chamber Metropolitan Trio.
Il signe en 2016 avec la marque de batterie japonaise Canopus Drums Company (ja) puis en 2019 avec la marque de cymbale suisse Paiste.
Il fonde son trio en 2014 avec lequel il signe les albums The Swaggerer (2018) et Silence The 13th (2020), tous deux sur le label Fresh Sound Records et distribués en Europe, États-Unis, Russie et Japon. Les disques sont remarqués par la presse écrite spécialisée,,, ainsi que par les radios, et reçoivent plusieurs distinctions : Révélation de Jazz Magazine, 4 étoiles par Jazz Magazine, 4 étoiles par Jazz Journal (en), disque Elu Citizen Jazz, Hit par le magazine Couleurs Jazz, Indispensable par Paris-Move/Blues Magazine, sélection des disques de l’année 2018 par Musiques Buissonnières, etc.
Thomas Delor est nommé parmi les 20 jazzmen de l’année 2018 par le magazine Libération.

## Discographie

### En tant que leader/co-leader
- 2024 : Live In Paris (Edouard Monnin, Gabriel Midon, Thomas Delor) - Soprane Records
- 2020 : Silence the 13th (Thomas Delor Trio) - Fresh Sound Records
- 2018 : The Swaggerer (Thomas Delor Trio) - Fresh Sound Records

### En tant que sideman
- 2024 : Invisible (Maurizio Minardi) - Entourage Contempo
- 2023 : Tapes From Nowhere (Simon Martineau) - Soprane Records
- 2023 : Second Life (Pierre Marcus Quartet ft Baptiste Herbin) - Jazz Family
- 2022 : Involutions (Springbok) - We See Music
- 2020 : Following The Right Way (Pierre Marcus Quartet ft Baptiste Herbin) - Jazz Family
- 2020 : Inner Light (Faïz Lamouri Quartet) - Fresh Sound Records
- 2020 : Imaginary Stories (Gabriel Midon) - Soprane Records
- 2019 : The Bowhopper (Nuzut Trio) - Da Vinci Records
- 2019 : Tempus Fugit (Chamber Metropolitan Trio) - Inouïe
- 2018 : Live in Kyoutokuji, Japan (Chamber Metropolitan Trio) - DVD Independant
- 2018 : Pyrodance (Pierre Marcus Quartet ft Baptiste Herbin) - Jazz Family
- 2017 : Live (Chamber Metropolitan Trio) - DVD Vocation Records
- 2017 : Origo (Trillo De Angelis Quartet) - Klarthe Records
- 2015 : Arkhè (Chamber Metropolitan Trio) - Hybrid' Music
- 2013 : Stand'Art (Delor/Bazzicalupo Trio) - Sound'Oz
- 2009 : Quaoar (Philippe Petit Trio)